# Leland Schubert
Leland Schubert (geboren am 11. Juni 1907 in Toledo, Ohio; gestorben am 27. Juni 1998 in Cleveland) war ein amerikanischer Literaturwissenschaftler und Philanthrop.

## Leben und Werk
Schubert studierte an der Ohio Wesleyan University (B.A. 1930), der University of Minnesota und der Yale University (M.F.A. 1934); 1938 promovierte er an der Cornell University mit der Arbeit The Realistic Tendency in the Theatre zum Ph.D. 1934–36 lehrte er zunächst Rhetorik an der Ohio Wesleyan. 1938–39 lehrte er als Assistenzprofessor am Madison College, 1939–43 dann am Carleton College. 1945 kehrte er an das Madison College zurück, wo er ab 1948 bis zu seiner Emeritierung 1956 den Fachbereich für Literatur leitete. Als Literaturwissenschaftler trat Schubert insbesondere mit einer Monographie über Ekphrasis im Werk Nathaniel Hawthornes hervor (Hawthorne, The Artist, 1944).
1931 heiratete Schubert Helen Dwan, die Tochter eines vermögenden Unternehmers. Nach seiner Emeritierung ließ sich das Paar in Cleveland nieder, wo sie über die nächsten Jahrzehnte zahlreiche gemeinnützige und mildtätige Projekte mit Millionenbeträgen unterstützten. Insbesondere setzte sich Leland Schubert für die Blindenfürsorge ein; 1960 erwarb er ein Zertifikat zur Braille-Umschrift und transkribierte in den folgenden Jahren mehrere Bücher in dieser „Blindenschrift“; 1968 veröffentlichte er zudem ein Braille-Lehrbuch für Eltern blinder Kinder. In den 1960er Jahren unterstützte er zudem tatkräftig die Bürgerrechtsbewegung der Afro-Amerikaner. Als Carl B. Stokes in Cleveland 1967 zum ersten schwarzen Bürgermeister einer amerikanischen Großstadt gewählt wurde, spendeten die Schuberts (zunächst anonym) eine Million Dollar zur Unterstützung von Stokes’ Stadterneuerungsprogramm Cleveland: Now! 1968 bündelten die Schuberts ihre karitativen Aktivitäten in der Stiftung AHS Foundation, die noch über weitere Jahre zahlreiche Schulen und karitative Unternehmungen unterstützte.

## Werke (Auswahl)
- Hawthorne, The Artist: Fine-Art Devices in Fiction. University of North Carolina Press, Chapel Hill 1944. Reprint: Russell & Russell, New York 1963.
- A Guide for Oral Communication. Prentice-Hall, New York 1948.
- Handbook for Learning to Read Braille by Sight. American Printing House for the Blind, Louisville KY 1968.
- Roads Taken: The Story of My Family and Me, 1693-1983. Cobham and Hatherton Press, Cleveland OH 1985.

## Sekundärliteratur
- Schubert, Leland – Eintrag in The Encyclopedia of Cleveland History (Case Western Reserve University)